# استراتژی تفرقه افکنی
استراتژی تفرقه افکنی به انگلیسی (Divisive strategy) نوعی راهبرد است که اکثراً در علم سیاست مورد استفاده است و کاربرد این استراتژِی در این است که عامهٔ مردم را مشغول به اثبات کردن درستی باورها و نظام شناختی خود و جدال بر سر عقاید و دیدگاه‌های گوناگون می‌کند که از این طریق تودهٔ مردم از فعالیت نهادهای مهم و حیاتی بین‌المللی و حکومت حاکم کشور خود دور می‌مانند و اینگونه سیاستمداران و صاحب منصب‌های مهم دولتی (بدون هیچ گونه درز اطلاعاتی برای جلوگیری از آگاهی طبقات فرودست جامعه) به فعالیت‌های خودسرانه می‌پردازند و مردم به دلیل مشغول بودن بین جدال‌های دست‌ساز و قومیتگرایی و (ناسیونالیسم) خود، متوجه دست‌ها و شخصیت‌های پشت پردهٔ سیاسی نمی‌شوند.
تفرقه، بیشتر در حالت ۲ یا چند گروه، قومیت، نژاد، طرز تفکر و … متضاد جلوه گر می‌شود که این قبیل از اقشار با قطب متضاد خود وارد جدال و کشمکش می‌شود و قطب‌ها برای نابودی مخالفان خود دست به هر کار غیرانسانی ای می‌زنند و به اصطلاح عامیانه (یکدیگر را زنده زنده می‌خورند) و انسانیت کم رنگ می‌شود.
این قبیل از تضادهای دست‌ساز خود را در علومی همچون فلسفه، سیاست، دین، جامعه‌شناسی و بسیاری از علوم دیگر آشکار ساخته است که به‌طور مثال می‌توان از:>خداباوری≠خداناباوری،سوسیالیسم≠لیبرالیسم،کاپیتایسم≠کمونیسم،یکتاپرستی≠اعتقاد به الوهیت‌های متعدد، LGBT≠همجنسگراستیزی، رئالیسم≠پادواقع‌گرایی و بسیاری از قطب‌های متضاد دیگر در علوم متفاوت نام برد.
چارلی چاپلین در فیلم سینمایی دیکتاتور بزرگ به انگلیسی(The Great Dictator) به این تفرقه افکنی کذب انسانها اشاره می‌کند و بشریت را به انسانیت و مهربانی دعوت می‌کند. مهم این است که با وجود عقاید مختلف بتوان مسالمت آمیز در بین جوامع و طرز تفکرهای مختلف زندگی کرد و جامعه و بشریت را به سمت پیشرفت سوق داد.